# Mallotus confusus
Mallotus confusus är en törelväxtart som beskrevs av Elmer Drew Merrill. Mallotus confusus ingår i släktet Mallotus och familjen törelväxter. Inga underarter finns listade i Catalogue of Life.